# Мотовилов, Николай Пантелеевич
Никола́й Пантеле́евич Мотови́лов (19 декабря 1923, Вятская Соза, Краснококшайский кантон, Марийская автономная область, РСФСР — 6 марта 2010, Оршанка, Марий Эл, Россия) — советский и российский организатор музейного дела, педагог, общественный деятель. Основатель Оршанского музея крестьянского труда и быта (1983) и Оршанского Музея Воинской Славы Марий Эл (2005). Заслуженный учитель школы РСФСР (1965), отличник народного просвещения РСФСР. Первый Почётный гражданин пгт. Оршанка Марий Эл (1994). Участник Великой Отечественной войны.

## Биография
Родился 19 декабря 1923 года в д. Соза ныне Оршанского района Марий Эл. В 1930—1934 годах учился в Норкинской начальной школе, в 1934—1937 годах — в Кучкинской школе ныне Оршанского района Марий Эл.
В 1937 году поступил на дошкольное отделение Кузнецовского педагогического училища. В 1938 году училище перевели в г. Йошкар-Олу, где он продолжил учёбу на школьном отделении. После окончания училища в 1940 году стал работать в Норкинской начальной школе Оршанского района учителем 2 класса.
9 декабря 1941 года был призван в Красную Армию. Воевал на Западном фронте в 459 стрелковом полку 42 стрелковой дивизии, рядовой. В марте 1943 года был тяжело ранен и попал в госпиталь г. Калуга. Победу встретил в г. Москве.
В 1945 году демобилизовался из армии и вернулся на родину. Начал работать заведующим местным отделом культуры. Затем устроился работать учителем в Кучкинскую школу, а 15 августа 1947 года был переведён в Оршанскую среднюю школу. Здесь проработал 30 лет в качестве учителя начальных классов, истории, географии и обществоведения.
Умер 6 марта 2010 года. Похоронен на кладбище д. Клюкино (Новая Пижанка) Оршанского района Марий Эл.
В 2011 году вышла в свет его книга воспоминаний «Моя деревня. Война. Жизнь продолжается».

## Музейная деятельность
В 1960 году администрация Оршанской средней школы Марийской АССР решила открыть музей, руководителем которого был назначен Н. П. Мотовилов. Вместе со своими учениками он совершал экспедиции по сельским населённым пунктам Марийской АССР, Татарской АССР и Кировской области и собирал экспонаты для будущего школьного музея.
Впоследствии на основе этих материалов 23 марта 1983 года в посёлке Оршанка был открыт краеведческий музей. В 1985 году он получил звание «народный», а затем стал Оршанским музеем крестьянского труда и быта.
6 декабря 2005 года по его инициативе в п. Оршанка Марий Эл был открыт единственный в Марий Эл Музей Воинской Славы.

## Память
- Н. П. Мотовилов является основателем Оршанского музея крестьянского труда и быта[6][5].
- Имя Н. П. Мотовилова носит созданный им Музей Воинской Славы в пгт. Оршанка Марий Эл (2005)[3][5].

## Звания и награды
- Заслуженный учитель школы РСФСР (1965)[5]
- Отличник народного просвещения РСФСР[3]
- Первый Почётный гражданин пгт. Оршанка Марий Эл (1994)[3]
- Орден Отечественной войны I степени (06.04.1985)[7]
- Медаль «За отвагу» (06.11.1945)[8]
- Медаль «За победу над Германией в Великой Отечественной войне 1941—1945 гг.»[9]
- Медаль «Двадцать лет Победы в Великой Отечественной войне 1941—1945 гг.»
- Медаль «Тридцать лет Победы в Великой Отечественной войне 1941—1945 гг.»
- Медаль «Сорок лет Победы в Великой Отечественной войне 1941—1945 гг.»
- Медаль «50 лет Победы в Великой Отечественной войне 1941—1945 гг.»
- Медаль «60 лет Победы в Великой Отечественной войне 1941—1945 гг.»
- Медаль «За доблестный труд. В ознаменования 100-летия со дня рождения Владимира Ильича Ленина»
- Медаль «Ветеран труда»[3]
- Почётная грамота Президиума Верховного Совета Марийской АССР (1965, 1989)[5]